# Palazzo di Città (Salerno)
Il Palazzo di Città di Salerno si trova in via Roma ed è la sede dell'amministrazione comunale della città.

## Storia

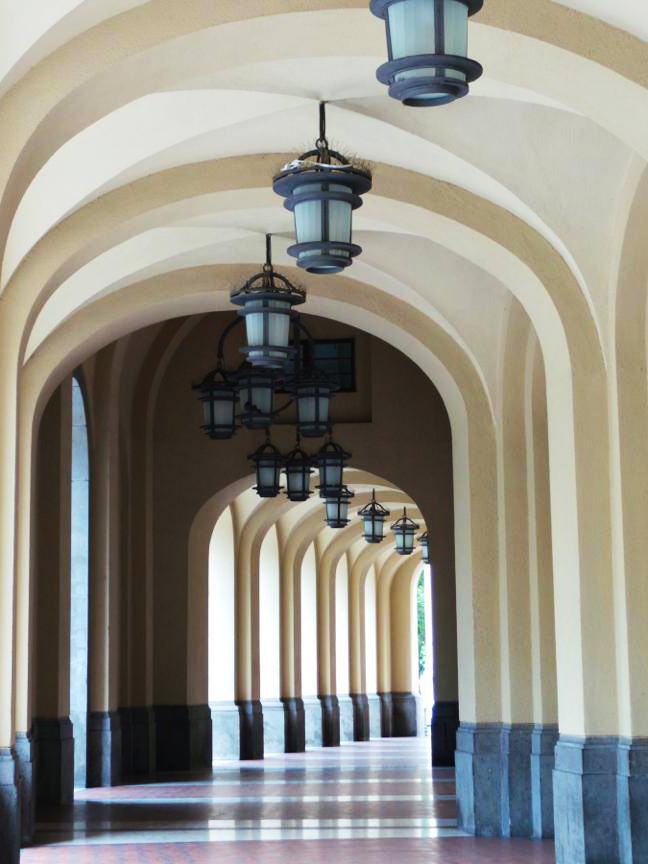
Il portico

Il problema di trovare una nuova sistemazione per gli uffici comunali, all'epoca situati nell'inadeguato Palazzo Sant'Antuono, si era posto sin dall'epoca del sindaco Matteo Luciani, nella seconda metà dell'800. In seguito all'Unità d'Italia la popolazione di Salerno crebbe sensibilmente, fino ad arrivare ai 53 000 abitanti del 1921. Quest'incremento portò all'espansione della città che proprio in quegli anni uscì, in maniera strutturale, dal cerchio delle antiche mura e vide la progettazione di grandi opere pubbliche, in modo particolare in lotti di risulta dalla sistemazione della spiaggia e del lungomare Trieste.
Sull'ubicazione del Palazzo di Città si confrontarono due posizioni diverse: da una parte si proponeva il restauro di palazzo Genovese a largo Campo, dall'altra di realizzare una nuova struttura a nord di piazza Portanova o nel luogo in seguito effettivamente scelto.

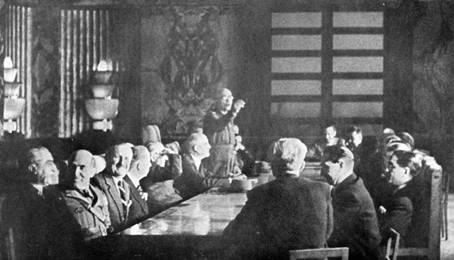
Prima seduta del governo Badoglio nel Salone dei Marmi

Il Comune di Salerno nel 1926 bandì il concorso per realizzare il Palazzo di Città, l'edificio emblema della cultura, dell'economia e della crescita di Salerno. Nonostante la presentazione di molti progetti e la presenza di nomi autorevoli, il concorso non approdò ad alcun risultato positivo. Nel 1928 Camillo Guerra vinse il concorso per l'incarico di Ingegnere Capo del Comune di Salerno e fra i primi compiti affidatagli, vi fu quello di redigere il progetto del palazzo di Città. L'architetto napoletano si trovò immediatamente davanti a dei problemi relativi al lotto, di forma irregolare ed in una posizione non predominante, e alle prescrizioni del capitolato di vendita che obbligavano alla costruzione di un porticato che però, a causa dei problemi del lotto, non sarebbe mai potuto essere coassiale con quello di palazzo Natella. 
Guerra affrontò questi problemi presentando all'amministrazione 13 studi diversi di pianta e cinque prove stilistiche per i progetti, sulla base dei quali fu scelto quello definitivo. I problemi, tuttavia, non terminarono in quanto, nel corso dei lavori, la ditta incaricata fu soggetta ad aspre critiche sia dalla cittadinanza, a causa della lentezza dei lavori, sia dallo stesso Guerra che riscontrò problemi nella loro esecuzione. Tutto ciò portò alla rescissione contrattuale nel 1933. Tra il 1934 e il 1935 vi furono altre vicende in sede della Commissione Edilizia che portarono alla decisione di abolire la copertura del cortile ma anche alle dimissioni di Guerra dall'incarico di Ingegnere Capo.
Il 3 gennaio 1937 si svolse l'inaugurazione ufficiale con l'insediamento degli uffici.
Nel periodo di Salerno Capitale il Palazzo di Città fu sede della Presidenza del Consiglio, del Ministero degli interni e di quello dell'Educazione Nazionale: le riunioni del Consiglio dei Ministri si tennero nel Salone dei Marmi.

## Caratteristiche

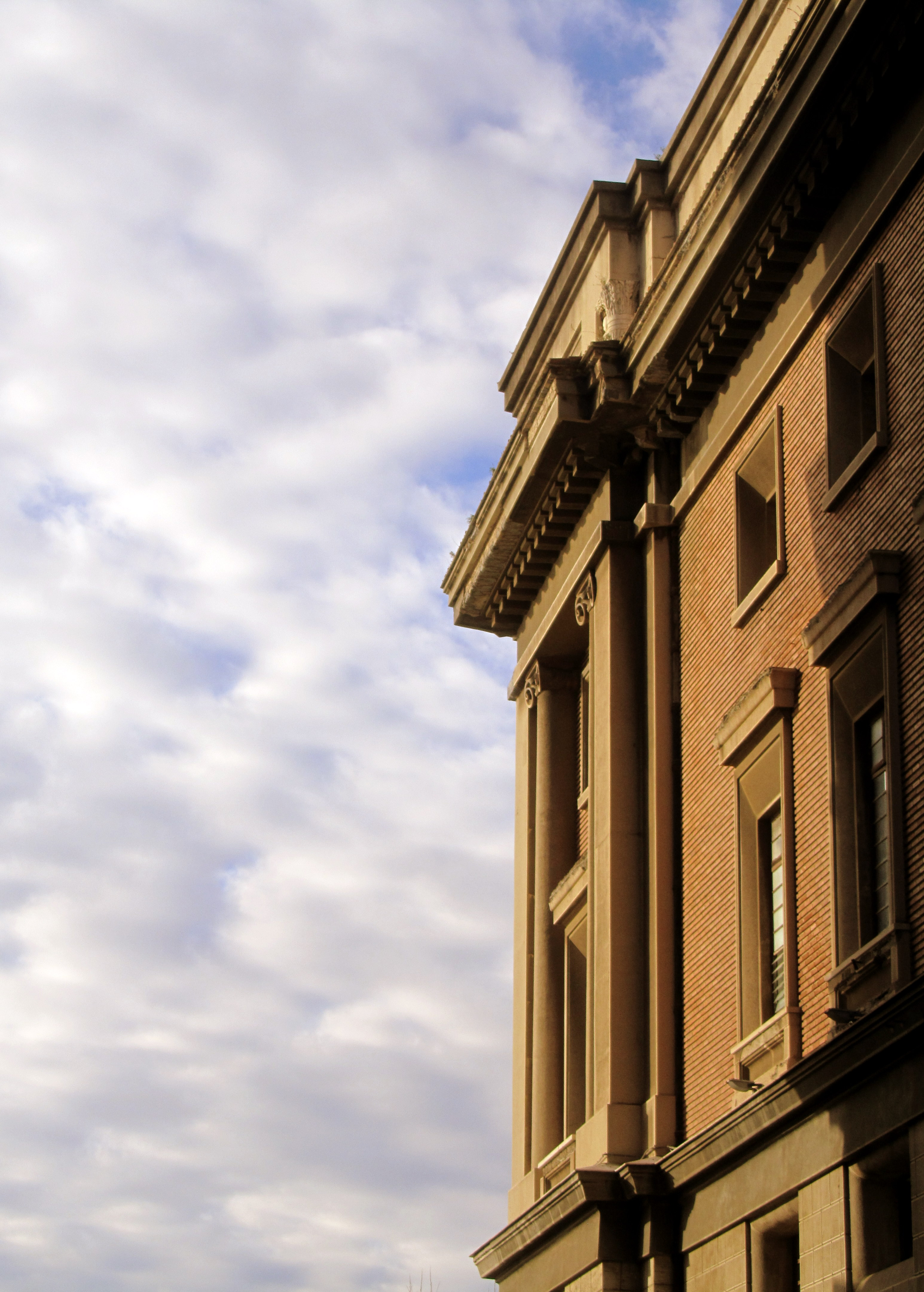

Il palazzo è costituito da piano terra, ammezzato, I e II piano a cui, nel corso degli anni sessanta, si è aggiunta la sopraelevazione del III piano.
La pianta è completamente dissimmetrica: sui lati nord ed ovest è situato il porticato, che nella prima parte è coassiale al limitrofo porticato di palazzo Natella, mentre il corpo centrale è leggermente avanzato in modo da renderlo visibile per chi viene sia dalla direzione della stazione ferroviaria che da quella del Teatro Verdi. Ai lati dell'ingresso principale vi sono i due accessi di servizio, dai quali, oggi, si entra normalmente nel palazzo. Attraverso il portico sul lato ovest si accede al Cinema-Teatro Augusteo.
(Camillo Guerra)
Nella descrizione del palazzo Guerra spiega che il progetto semplifica i precedenti eliminando, tra l'altro, le torri campanarie e modernizzando in maniera radicale tutte le decorazioni. Nell'ipotesi definitiva vengono eliminate le bugne dalla zona basamentale e solo a fianco del portone centrale furono posizionati due gruppi di fasci littori stilizzati (eliminati con la caduta del fascismo). Furono inoltre realizzati quattro bassorilievi in bronzo per decorare gli ampi finestroni arcuati presenti nei corpi principali sporgenti. Dei quattro realizzati, ad opera di Gaetano Chiaromonte, ne fu collocato solo uno rappresentante "La marcia su Roma", rimosso e distrutto con la caduta del Fascismo, mentre gli altri tre sono stati recentemente restaurati e disposti nel corridoio antistante il Salone dei Marmi.

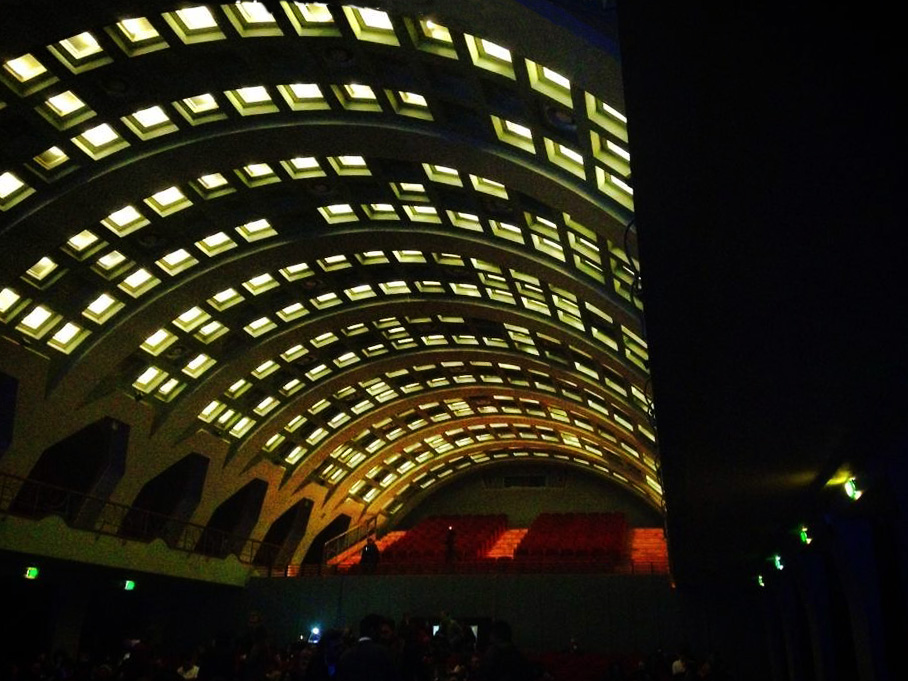
La volta del Teatro Augusteo

Dopo l'esterno la parte architettonica di maggior rilievo è la decorazione del cortile, occupato quasi per metà dallo scalone. Per questo motivo Guerra decise di abolire i grossi muri di timpano delle rampate per sostituirli con archi slanciati di sostegno, che furono in seguito completati da una grande vetrata realizzata alla fine degli anni novanta dal salernitano Antonio Perotti e raffigurante lo stemma della città con san Matteo. Le gradinate sono caratterizzate da due colori di marmo: uno più scuro per l'alzata ed uno più chiaro per la pedata. Nell'ipotesi preliminare fu prevista anche una copertura in vetro cemento per il cortile, che però fu stralciata in sede di Commissione Edilizia dall'ing. De Angelis.
A quasi metà del pianterreno si trova il Cinema-Teatro Augusteo, con una capienza di 700 posti. L'illuminazione del teatro fu studiata in modo particolare, per ottenere che si diffondesse gradualmente in tutta la sala dai lacunari della volta stessa. Il teatro diede immediatamente problemi di acustica, al punto da costringere l'amministrazione ad affidare il progetto di lavori di correzione acustica all'Ing. Luigi Quagliata nel 1938.

### L'appartamento di rappresentanza

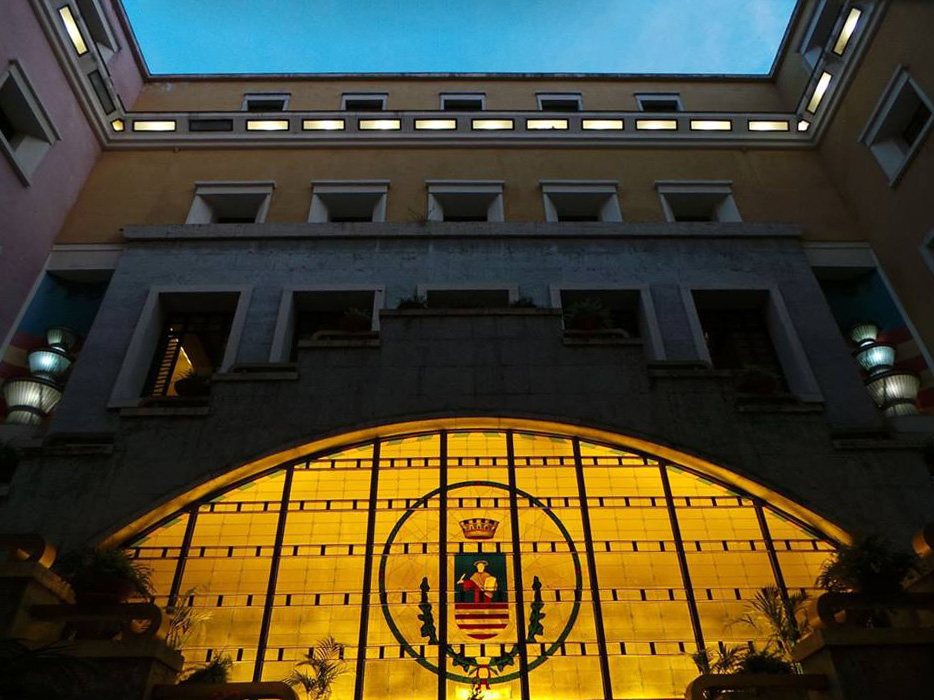
Il cortile con lo scalone

Il primo piano dell'edificio è caratterizzato dall'appartamento di rappresentanza, formato da un complesso di sale e di servizi, di cui Salerno aveva inderogabile bisogno per "il decoro della Città". Dallo scalone principale si ha accesso ad un ampio disimpegno che attraverso tre porte dà accesso al Salone di Ricevimento, oggi comunemente chiamato Salone dei Marmi per la presenza di marmi colorati, in particolare il Marmo Vitulano a macchia grossa. All'interno del Salone si svolgono mostre, convegni e i Consigli Comunali, ed è caratterizzata da cinque balconi che affacciano sul mare e da alcune nicchie tagliate nelle pareti in cui sono posizionati bronzi decorativi, mentre la parte superiore delle pareti è costituita da un ampio fregio pittorico dell'altezza di due metri e cinquanta e dello sviluppo delle intere pareti; in esso è rappresentata la storia di Salerno, dai suoi primordi al trasporto del corpo di San Matteo, fino al periodo dell'Unità d'Italia, della Grande Guerra e dell'ascesa di Mussolini. Il fregio, realizzato dal pittore Pasquale Avallone, fu terminato solo nel 1947 e pertanto parzialmente modificato sotto l'aspetto tematico.
Dal Salone dei Marmi si accede alla Sala della Consulta, oggi Sala del Gonfalone. Il locale è illuminato da luce proveniente dal soffitto a lacunari in vetrocemento e da un'ampia vetrata nel lato corto. Sui due lati della Sala, in alto sono inseriti due altorilievi in alabastrino realizzati dal salernitano Arturo Beraglia e simboleggianti l'agricoltura e i traffici marittimi; si possono inoltre ammirare quattro dipinti di forma ovale di Pasquale Avallone, raffiguranti le allegorie de "Il Risparmio", "L'Industria", "L'Agricoltura" e "Il Commercio Marittimo", eseguiti nel 1930 per il Palazzo della Banca d'Italia.
Oltre a questi due saloni, nell'appartamento di rappresentanza si trovano anche una grande sala per le Commissioni (oggi Sala Giunta) ed il Salotto ed il Gabinetto del Podestà e del Vice Podestà (oggi destinate a Sindaco e Vice Sindaco). Nel disimpegno di accesso al Salone sono collocate la copia in gesso velato della statua del musicista Pergolesi realizzata da Giovanni Amendola nel 1871 per il Teatro Verdi e la copia in gesso del busto dedicato a Matteo Luciani, realizzato da Pasquale Avallone nel 1936.